# Harold Macmillan
Harold Macmillan (n. 10 februarie 1894, Greater London, Anglia, Regatul Unit al Marii Britanii și Irlandei – d. 29 decembrie 1986, Sussex, Anglia, Regatul Unit) a fost un politician britanic care a deținut funcția de prim ministru al Marii Britanii în perioada 1957 - 1963.
A fost emisar pentru Africa de Nord în timpul celui de al Doilea Război Mondial.